# Розстріляне відродження. Юліан Шпол (монета)
«Розстрі́ляне відро́дження. Юліа́н Шпол» — пам'ятна монета номіналом 5 гривень, випущена Національним банком України, присвячена поколінню українських митців 1920–1930-х років, яке стало рушієм культурних змін, розвиваючи літературу, театр, кіно, музику й образотворче мистецтво, але було знищене тоталітарним режимом. Одним із яскравих представників Розстріляного відродження був Юліан Шпол (справжнє ім'я — Михайло Яловий) — поет, прозаїк, драматург і кіносценарист. Він належав до провідних діячів літературного процесу в Україні, очолював «ВАПЛІТЕ» (Вільну академію пролетарської літератури) та написав перший український формалістичний роман «Золоті лисенята» (1929). Разом із Миколою Хвильовим та іншими творчими особистостями він формував нову українську культуру, вільну від догм та обмежень. У 1933 році поет став однією з жертв режиму, а його ім'я було викреслене з української літератури на десятиліття.
Монету введено в обіг 19 червня 2025 року. Вона належить до серії «Інші монети». 
Продаж монети в інтернет-магазині НБУ відбувався 20 і 27 червня 2025 року.

## Опис монети та характеристики
| Номінал грн | Метал      | Маса, г | Діаметр, мм | Якість виготовлення       | Гурт     | Тираж, штук |
| ----------- | ---------- | ------- | ----------- | ------------------------- | -------- | ----------- |
| 5           | нейзильбер | 16,54   | 35,0        | спеціальний анциркулейтед | рифлений | 50 000      |

### Аверс

Юліан Шпол

На аверсі монети розміщено стилізований напис «СЛОВО» — назву харківського будинку літераторів 30-х років XX століття. У текстурі літер проглядається парость озимої пшениці — образ молодого покоління митців, життя і творчість яких були цинічно зламані тоталітарною владою. Трагізм історичної епохи підкреслює прострелена літера «О», з якої стікає кров, нагадуючи про болючу рану в історії України та нездійснені мрії талановитих митців. Під текстовою композицією зазначено напис «УКРАЇНА», рік карбування — «20 / 25», малий Державний Герб України, номінал «5» з графічним символом гривні та логотип Банкнотно-монетного двору Національного банку України.

### Реверс
На реверсі монети на дзеркальному тлі зображено стилізований портрет Юліана Шпола, побитий плямами корозії, забуття, але не втрачений остаточно. Праворуч від портрета вертикально розташовані написи: «МИХАЙЛО / ЯЛОВИЙ» — справжнє ім'я митця, викарбуване рельєфно, та «ЮЛІАН / ШПОЛ» — псевдонім, виконаний дзеркально. Ліворуч зазначені роки життя митця — «1895 / 1937».

Весь тираж було випущено у сувенірних упаковках
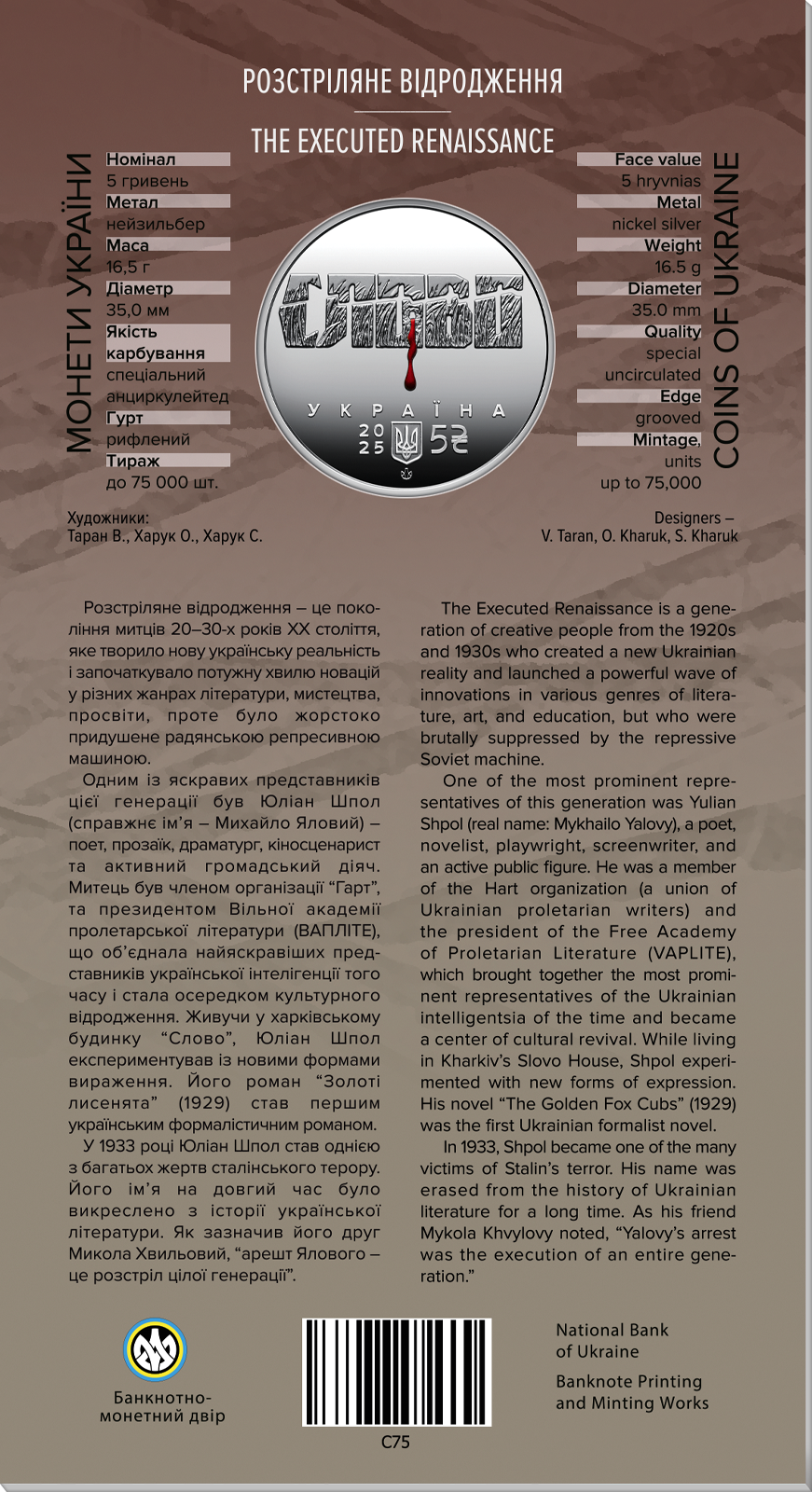
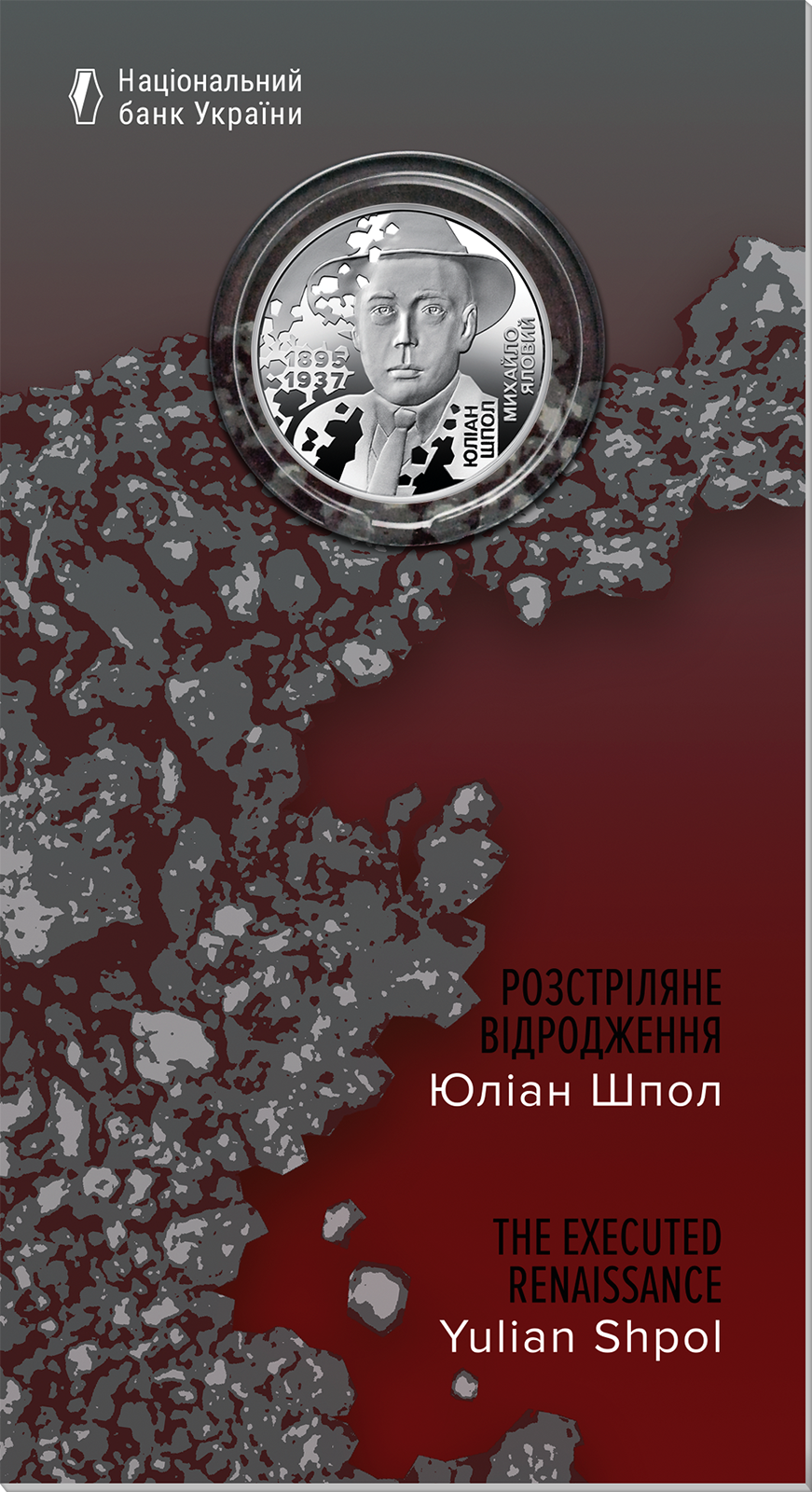

## Автори
- Художники: Володимир Таран, Олександр Харук, Сергій Харук.
- Скульптори: Атаманчук Володимир, Демяненко Анатолій.

## Вартість монети
Під час введення монети в обіг 2025 року, Національний банк України реалізовував монету за ціною 176 гривень.
Фактична приблизна вартість монети, з роками змінювалася так:
| Рік       | 2026 | 2027 | 2028 |
| --------- | ---- | ---- | ---- |
| Ціна, грн |      |      |      |